# 鶴見緑地球技場
鶴見緑地球技場（つるみりょくちきゅうぎじょう）は、大阪市鶴見区の花博記念公園鶴見緑地内にある球技場である。

## 歴史
1997年の第52回国民体育大会（なみはや国体）のテニス競技会場として、大阪市西区靱本町の靱公園西園が再整備されることとなり、靭公園西園に1955年からあった靱蹴球場が1994年頃に閉鎖・解体され、1995年に靱テニスセンターが開設された。閉鎖・解体された靱蹴球場を新築移転する形で1997年に開場した球技場が鶴見緑地球技場である。
2009年4月から鶴見緑地スマイル5が指定管理者となった。
1987年の開場以来フィールドが人工芝だった長居球技場がセレッソ大阪によって2010年に天然芝化され、反対に、1997年の開場以来フィールドが天然芝だった鶴見緑地球技場が2010年に人工芝化された。人工芝化によってサッカーとラグビーは規定により地域リーグ以下の試合しか行えなくなったが、代わりに事実上人工芝フィールドが必須条件となるフィールドホッケーの試合が行われるようになった。

## 施設概要
- 収容人員 : 3,710人

## 設備
- 電光得点表示盤
- 拡声装置
- ナイター照明設備8基（メイン、バックに各4基ずつ鉄塔式のものがある）

## 主な使用大会
サッカー
- JFL 佐川急便大阪SCのホームゲーム会場（2006年まで）
- 関西サッカーリーグ
- 全国地域サッカーチャンピオンズリーグ
- 関西学生サッカーリーグ
- 日本女子サッカーリーグ

ラグビー
- ジャパンラグビー地域リーグ トップウェスト
- 関西大学ラグビーリーグ

アメリカンフットボール
- 社会人・Xリーグ（主に2部以下の試合）
- 関西学生アメリカンフットボールリーグ

フィールドホッケー
- 西日本6人制ホッケー選手権大会